# 色球-日冕过渡层
色球-日冕过渡层是从太阳的光球层向上大约2000千米的高度向外延伸1000千米左右的区域，这个区域反映了太阳大气物理状态的急剧变化。在这个区域会发生一种称为耀斑的局部辐射突然增加的太阳活动。